# Історія Костянтинівки
Історія міста Костянтинівка Краматорського району Донецької області України починається з XVIII століття.

## Заснування
Археологічні дослідження в Костянтинівському районі показали, що заселення краю почалося в епоху раннього палеоліту, 150 000—100 000 років тому.
З часів набігу кримських татар 1769 року з'являється згадка, що на території Костянтинівського району перебувало Військо Запорозьке.
На карті Катеринославського намісництва 1792 року видання нанесена поштова станція з назвою Торецька (при річці Кривий Торець), яка була розташована в районі нинішнього південного шляхопроводу.
У 1803 році в районі сучасної Костянтинівки землю отримує поміщик Плещеєв. Тоді ж Плещеєвим заселені села Петрівка та Іванопілля на річці Кривий Торець.
На території сучасної Костянтинівки в 1812 році на землі придбаній у бахмутського купця Четверикова поміщик, підполковник Війська Донського Пантелеймон Номікосов (справжнє прізвище Номікос, грец. Νομικός) заснував село Сантуринівку. Своє ім'я село отримало за бажанням власника й пов'язане воно з рідним або пам'ятним йому місцем Греції, що носить подібну назву, а саме, островом Санторині в Егейському морі. Ця земля була заселена двадцятьма родинами кріпаків, купленими у спадкоємців Каменських, в Корочанському уїзді, Курської губернії. У середині XIX століття на успадкованій сином поміщика землі виникло село Костянтинівка, назване по імені власника. До 1859 року в Костянтинівці проживало 29 осіб, в Сантуринівці — 280, в Новоселівці — 456.
у 1814 році поруч купує землю генерал Котляревський Петро Степанович. Маєток Котляревського Олександрове розташувався у 5 кілометрах від Костянтинівки на річці Науміха, що впадає в Кривий Торець.
Зі сходу примикає до Костянтинівки селище Новодмитрівка. Воно входило до складу Костянтинівки як вулиця Карла Маркса. Його заселення почалося в 1860—1865 роках. Першопоселенцями були німці, які становили більшість населення. Вони принесли свою культуру і побут. Будинки були великими, цегляними. Довгий час в народі населений пункт називали «Німецька колонка». До 1917 року Новодмитрівка була лютеранським селом. У 1941 році, на початку Другої світової війни, всіх німців вивезли загони НКВС, подальша доля їх невідома.
Село Новоселівка (частина сучасного міста) розташовувалося на лівому березі в декількох кілометрах від Сантуринівки. Точна дата заснування села не встановлена. При заснуванні, можливо, звалася - Нове Село. Бо лежало воно на межі козачих вольностей Війська Запорозького. Про те, що Новоселівка була заснована козаками, також можуть свідчити прізвища місцевих мешканців, що утворилися від козацьких прізвиськ (наприклад - Трискіба). Землі постійно переходили з рук в руки, але деякі факти вказують, на те, що лівий берег Кривого Тора заселяли запорізькі козаки, а правий берег поступово засвоювали козаки Слобідської України.
Вперше село зафіксоване на мапі 1799 року під назвою хутір Василівка. Деякий час Новоселівка належала поміщикам Філімоновим та зазначалась на мапах як село штабс капітана Миколи Володимировича Філімонова. Звідси і походить версія про Філімонівку як альтернативну назву. Проте від заснування і до наших днів поселення носило назву Новоселівка (Нове Село), яке згодом поглинуло два сусідні відмежовані хутори - Василівський та Скуськи. Так утворилася Новоселівка в сучасних межах. У 1859 році село складалася з 93 дворів і 456 жителів обох статей. Після скасування кріпосного права маєток при селі Новоселівка розпродали. Значну кількість землі придбав купець Д. Р. Попаценко, у тому числі на місці сучасного лівобережжя з центром. У маєтку вирощувалися зернові, велику територію займав фруктовий сад. Пізніше частину земель землевласник розподілить як придане між своїми дочками. Наприкінці 19 ст. в Новоселівці налічувалось 878 мешканців.
Село Костянтинівка входило до складу Катеринославської губернії, проте на карті Катеринославської губернії 1860 року кордон між Харківською та Катеринославською губерніями проходив по річці Грузька, що тече в районі Червоний сучасної Костянтинівки.

## Поява промисловості (Бельгійський період)

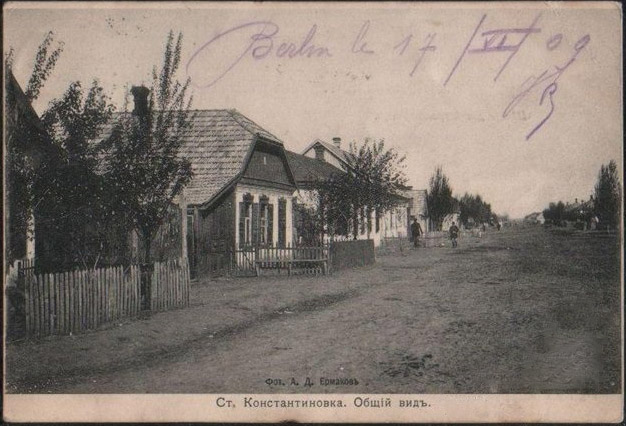
Загальний вигляд міста на початку 20 сторіччя.

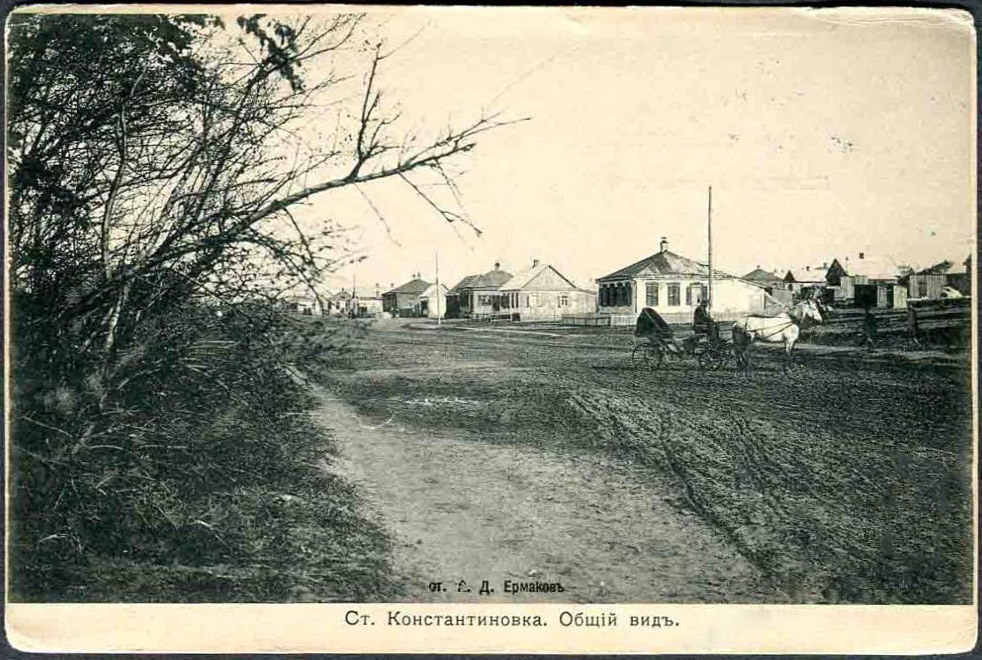
Загальний вигляд міста на початку 20 сторіччя.

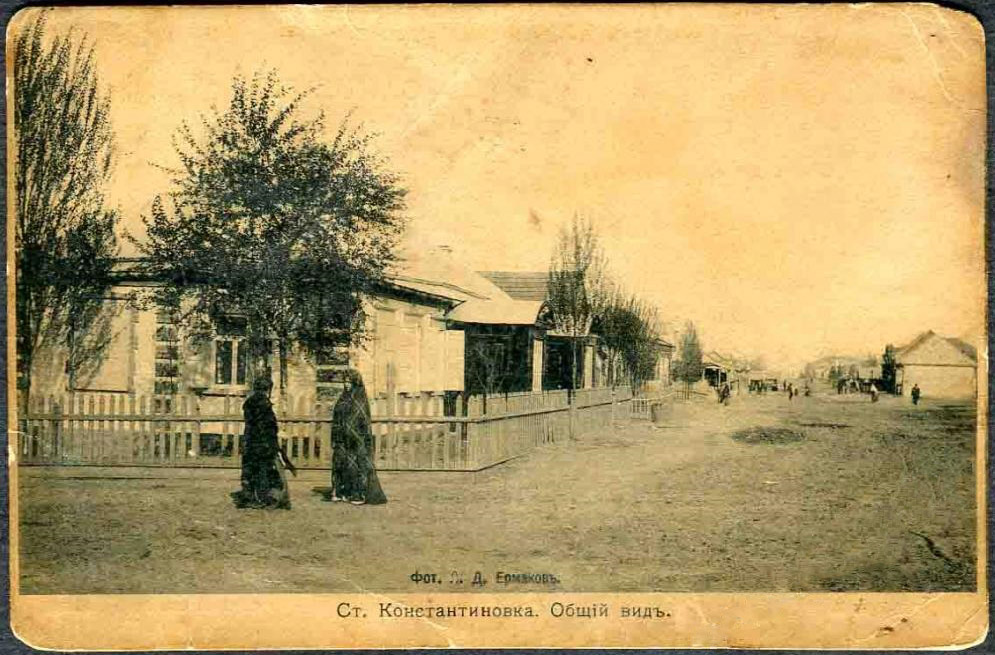
Загальний вигляд міста на початку 20 сторіччя.

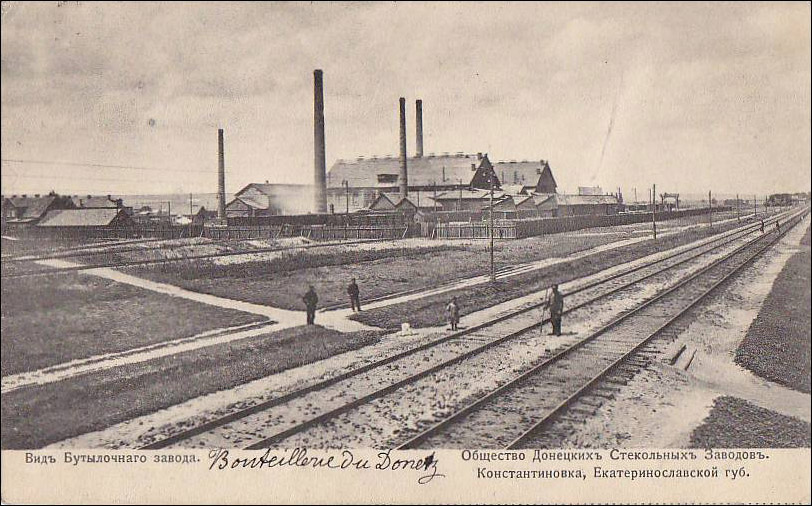
Пляшковий завод на початку 20 сторіччя.

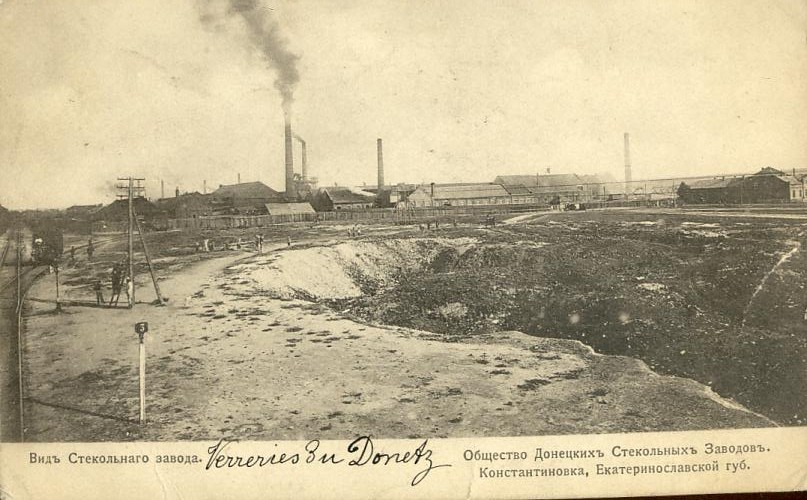
Скляний завод на початку 20 сторіччя.

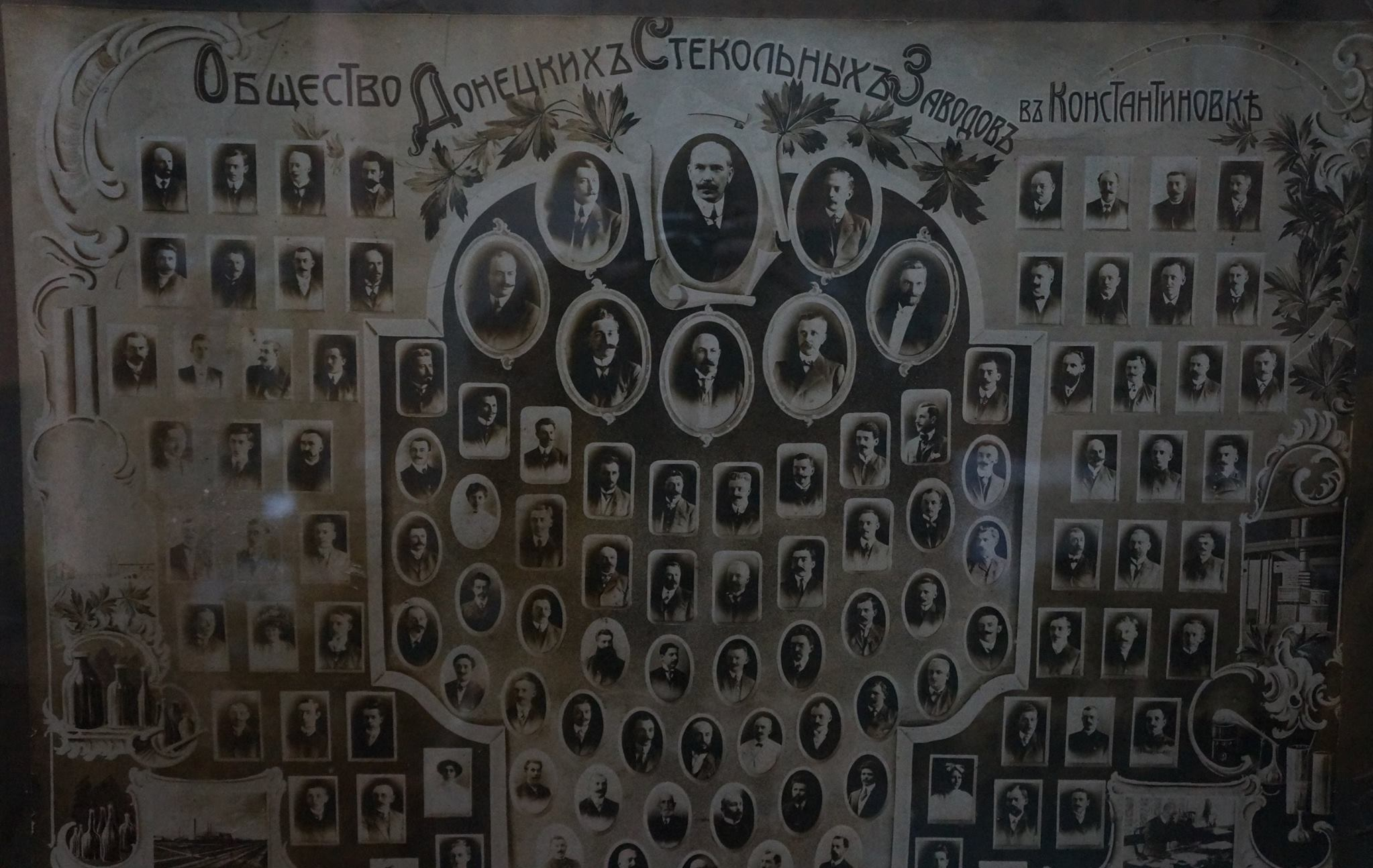
Товариство Донецьких скляних заводів у Костянтинівці

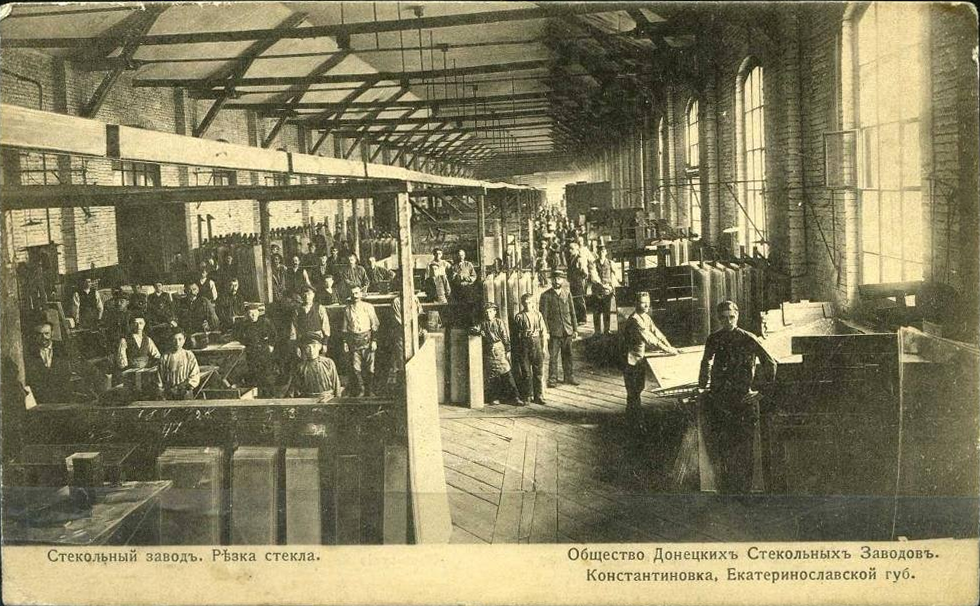
Скляний завод. Різка скла.

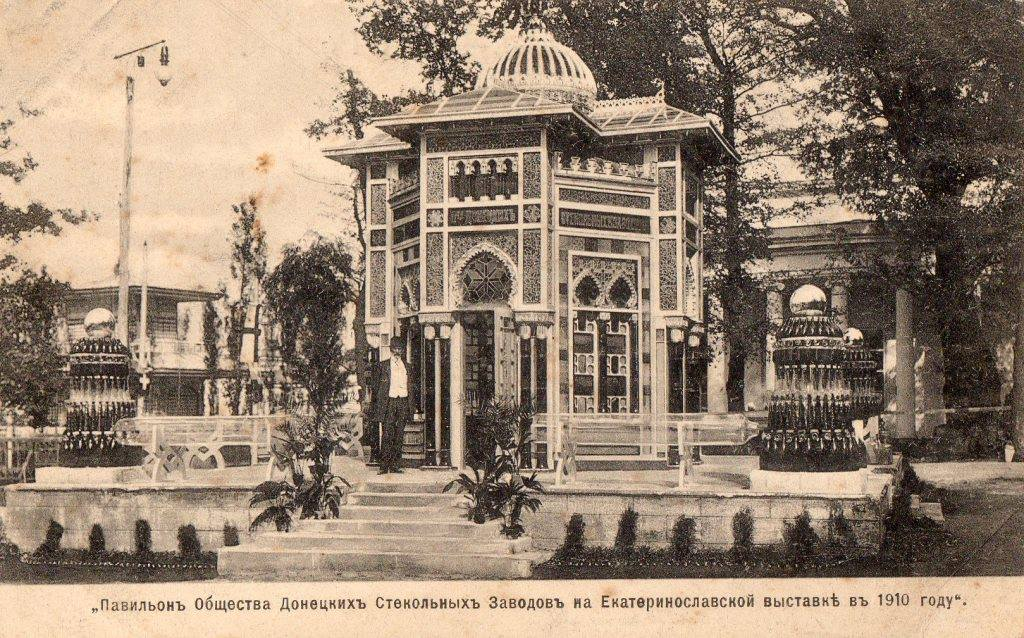
Павільйон Товариства Донецьких скляних заводів, виготовлений для виставки в 1910 р.

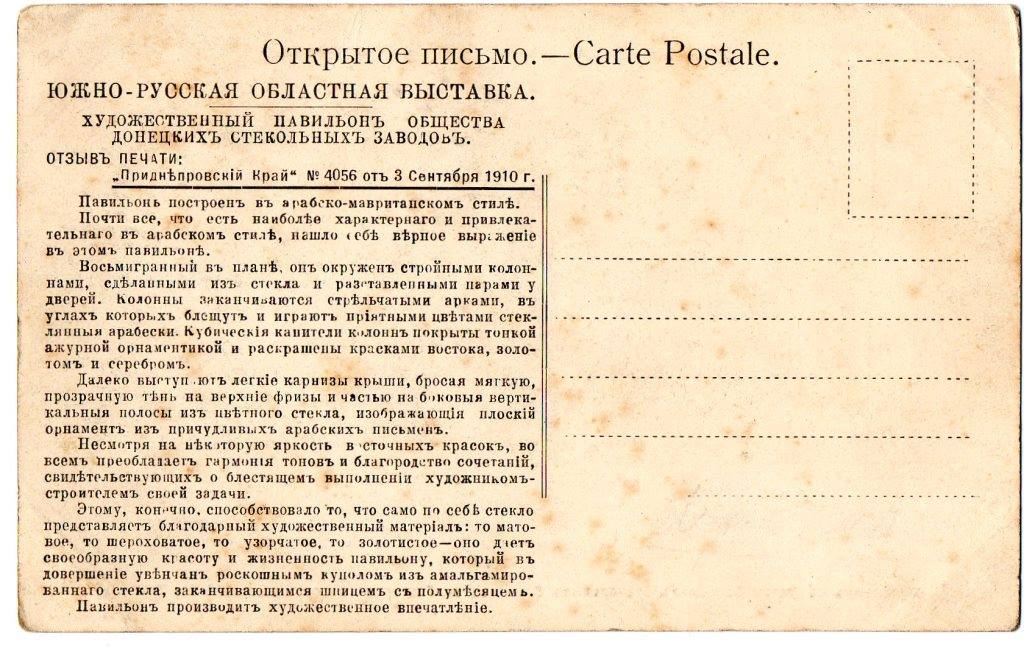
Павільйон Товариства Донецьких скляних заводів, виготовлений для виставки в 1910 р. (зворотна сторона листівки)

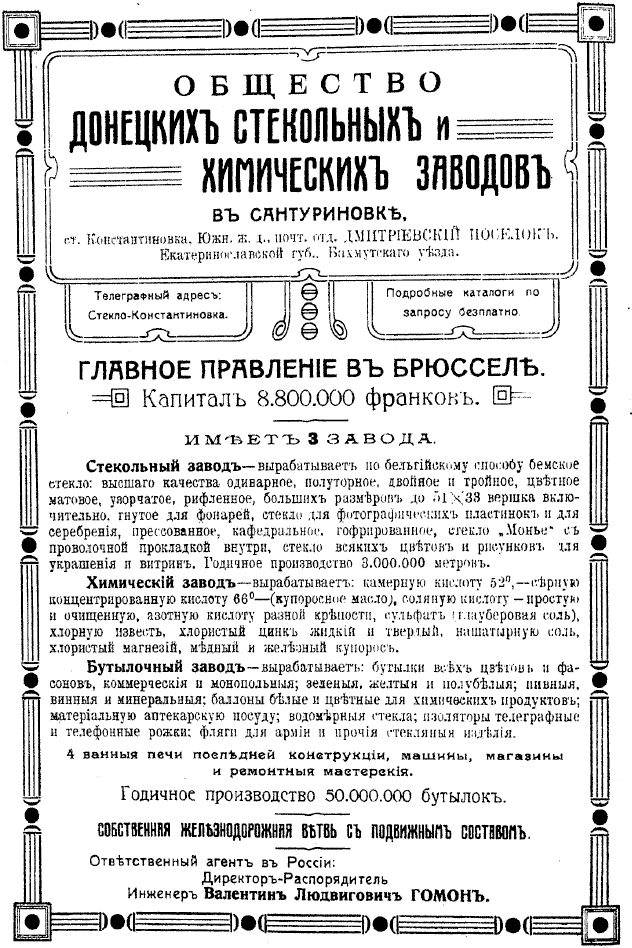
Реклама товариства Донецьких Скляного та Хімічного заводів, 1917 рік

5 січня 1870 року відбулось урочисте відкриття руху по Курсько-Харківсько-Азовській залізниці, на якій була станція Костянтинівка, що отримала свою назву від селища з такою ж назвою на честь її власника Костянтина Пантелеймоновича Номікосова. У 1880 році вона була з'єднана з Харківсько-Севастопольською залізницею. Перетворення Костянтинівки в залізничний вузол сприяло промисловому розвитку місцевості. Час слідування залізницею до Харкова складав 12 годин, до Катеринослава — 30 годин, 3 дні до Одеси.
У 1885 році в Дмитрівському відкрили земську лікарню на 20 ліжок.
Станом на 1886 рік село входило до Сантуринівської волості Бахмутського повіту.
У березні 1892 року була введена в дію Костянтинівська залізниця, яка була приєднана до магістральної Курсько-Харківсько-Азовської залізниці.
Становлення міста та розвиток його промисловості відбувалося завдяки значному матеріальному та управлінському вкладу з боку громадян Бельгії.
1894 року Дмитро та Костянтин Номікосови відкривають цегельню при станції Костянтинівка з кількістю 40 робітників.
11 серпня 1895 року під'єсаул Дмитро Костянтинович Номікосов (онук засновника міста Номікосова) отримав від бельгійських підприємців заставу в 6756,75 рублів золотом за 210 десятин землі в заплаві річки Кривий Торець, вздовж залізниці. На цій землі бельгійцями були започатковані скляний та хімічний заводи.
14 вересня 1895 року Луї Ламбертом, Полем Нобле і Жозефом Сізеле, які представляли інтереси трьох різних бельгійських промислових груп створено Анонімне Товариство Донецьких скляних заводів. Луї Ламберт, власник Verreries des Hamendes в Жюме (Шарлеруа), став генеральним директором нової компанії. Поль Нобле, директор Glass Mariemont (Ла-Лув'єр), дочки Société Générale в Бельгії, став директором, як і Жозеф Сізеле, впливовий підприємець з Антверпена. У 1896 двоє з цієї трійці батьків-засновників, Жозеф Сізеле та Поль Нобле, на 20 десятинах купленої раніше у дідича Номікосова землі засновують біля станції Костянтинівка залізопрокатне виробництво: АТ «Залізопрокатні заводи в Костянтинівці (Донець)». Костянтинівці дуже пощастило з цією групою засновників. Якщо Луї Ламберт був асом в скловарінні і створив надприбуткове скляне, пляшкове та дзеркальне виробництва, то Жозеф Сізеле — надприбуткове металургійне. Статутний капітал товариства становив у 1896 р. 2,5 млн франків; у 1900 р. — 5 млн; у 1911 р. — 7 млн; у 1914 р. — 10 млн франків.
1895—1897 — в Сантуринівці бельгійським «Анонімним суспільством донецьких скляних і хімічних заводів» споруджені скляний і хімічний заводи.
1896 — рік будівництва. Внаслідок того що місцеві постачальники цегли з якими було підписано контракти на 6 мільйонів, не змогли забезпечити ритмічного постачання, Німець Судерман Де Бер побудував на своїй землі, за Новоселівкою та німецькою колонією (сучасна Кіндратівка) потужний цегельний завод, що виробляв вогнетривку цеглу.
1897 — почали випускати продукцію збудовані бельгійськими підприємцями керамічний і залізопрокатний (металургійний) заводи, а також пляшковий завод. Почав працювати завод майолікових виробів. Загальне число зайнятих на підприємствах становило 2 500 осіб. Село Костянтинівка та пристанційне селище стали єдиним населеним пунктом. До 1897 році в ньому проживало 3 100 осіб 1897 рік знаменує собою початок «правильної бельгійської колонії» — пише хронограф початкового етапу бельгійської колонізації Костянтинівки Сегер Бонебеккер.
Бельгійці створили у Костянтинівці металургійне виробництво повного циклу. Тут розташовувалися мартенівська піч, чавуноливарне та сталеливарне виробництво, доменна піч. Металургійне виробництво було забезпечене власним вугіллям та коксом з Государьового Байраку (сучасна Горлівка), власною залізною рудою. Вищезгадане мінімізувало виробничі витрати АТ «Залізопрокатні заводи в Костянтинівці (Донець)», що у поєднанні з грамотною кадровою політикою компанії дало вражаючий економічний ефект. Всі бельгійські новоприбульці були з промислового центру Шарлеруа та його сателітів — робітничих селищ.
За даними перепису населення 1897 р., у селищах навколо станції Костянтинівка проживало 3100 осіб. Чисельність жителів продовжувала стрімко зростати й до 17-го року становила понад 10 тисяч. Налічувалося сім колоній-заводських селищ, розташованих біля заводів, такі як залізна, скляна, хімічна тощо. По обидві боки річки Кривий Торець розташовувалися торгові селища Дмитріївський і Миколаївський, в районі залізничної станції — Номікосовський. Тут селилися торговці, купці, землевласники, дрібні промисловці, службовці, духовенство та інші.
1899 — побудований завод дзеркального (полірованого) скла та дзеркал.
|  | Бельгія прийшла на землі Степової України пізніше, ніж Англія та Франція, але прийшла надзвичайно потужно. За 10-12 років була проведена індустріалізація та створена на землях катеринославщини «Українська Бельгія». |

У своїх спогадах Луї Де Бер звертав увагу на погану працездатність місцевих працівників у порівнянні з їх іноземними колегами:
|  | Французький тесля на відміну від російського вп'ятеро більше працює і набагато краще. Я був щасливий, коли приїхали бельгійські будівельники. Принаймні, в порівнянні з іншими, вони добре працюють і просуваються далі. Що стосується мене, я ніколи так не кричав, та цілком можу сказати криком: так, росіяни – злодії, ледарі й погані працівники. Бельгійські будівельники здивовані, побачивши мене зараз таким крикливим; вони не впізнають мене. Цікаво, що буде, коли з’явиться Фернан Ламберт (новий керуючий директор). Заради сміху, я з цікавістю очікую на перші дні його прибуття; він добряче вдарить кулаком по столу. |

В липні 1900 року на костянтинівських заводах стався робітничий страйк. Заворушення, в яких взяли участь понад 1000 осіб, спалахнули після того, як бельгійці застосували фізичні міри до двох робітників що проступилися. Робітники закидали камінням будинки бельгійців. Наступного дня стався страйк та відбувся мітинг, де робітники закликали до боротьби з експлуататорами.
У залізничному довіднику за 1902 рік зазначається, що селище нагадує своєю монотонністю колишні військові поселення.
Наприкінці 1907 року М. В. Номікосов продав турецькопідданому Самуілу Самойловичу Фрейману свій нерухомий маєток площею 1127 десятин що утворився з частин дач села Костянтинівки і села Предтечине.
За роки кризи (1900—1908) з 15 бельгійських металургійних компаній десять зазнали краху, ще четверо "пройшли через припинення платежів, встановлення над ними адміністрації кредиторів, втрату свого акціонерного капіталу. В. І. Бовикін, В.Петерс «Бельгійське підприємництво в Росії»: «Лише костянтинівський залізопрокатний пройшов ці роки без втрат. Яким чином це сталося… нам залишається тільки гадати. Однак, це був дійсно винятковий випадок».
У квітні 1912 року в селищі пройшов страйк у відповідь на вбивство поліцією робітника пляшкового заводу, революціонера І. С. Бобильова.
В 1915 році в селищі було дві лікарні, початкова школа, училище, приватна гімназія.
Зростання промисловості позитивно вплинуло на збільшення чисельності населення селища і зробило його привабливим для трудових мігрантів. Також, населення збільшувалося за рахунок біженців з прифронтових районів країни в роки Першої світової війни. Якщо в 1914 році на металургійному заводі працювали 1755 осіб, то в жовтні 1917 року — вже 2436 осіб.

## Революція 1917 року
2 березня 1917 року в Костянтинівці стало відомо про революційні події в Петрограді. Зі зреченням російського царя від влади втратили силу заборони на політичну та громадську діяльність у місті. Російська імперія припинила своє існування і це дало поштовх розвитку українського національного руху в робітничому середовищі. Розвиток політичного руху в селищі відбувався за сприянням української громадської організації «Просвіта». В Костянтинівці почали функціонувати українські політичні партії СД та СР, які пізніше стали основою першої об'єднаної селищної ради.
3 березня 1917 року по аналогії з Тимчасовим петроградським урядом на базі Дмитрівського поселення та інших робітничих колонок сформовано місцевий орган самоуправління — Тимчасовий громадський комітет.
18 березня 1917 року в селищі відбулися вибори делегатів до об'єднаної селищної робітничої ради. Обрана селищна робітнича рада не претендувала на першість в управлінні об'єднаними селами. Вся повнота влади належала Тимчасовому комітету і обраній Міській думі. В виборах брали участь 17 партій. До керівництва Костянтинівської ради робітничих і солдатських депутатів ввійшли об'єднана СДРП, українські партії СР і СД, «Просвіта». Головою виконкома обрано Луньова П., члена партії СД Після виборів до об'єднаної ради було обрано комісара міліції Самарова Олексія Андрійовича, члена партії СД.
10 травня Тимчасовий громадський комітет трансформувався в Міську думу, незважаючи на те що статус міста ще не був затверджений Тимчасовим урядом.
28 серпня 1917 року на території Костянтинівки відбувся підрайонний з'їзд Рад Костянтинівки, Дружківки, Краматорська, Нью-Йорка. В той же день до підрайонного виконкому м. Костянтинівка доходить звістка про Корніловський заколот. Підрайонний виконком розповсюджує звернення до населення з закликом бути в спокої та утримуватися від виступів. Було скликано термінові збори (пленум) підрайонного виконкому разом з представниками партій, організацій.
Всі партії тимчасово забули про суперечки й об'єдналися задля опору Корніловському заколоту. Вибрано перший Ревком для охорони Лютневої революції. Після ліквідації Корніловського заколоту у вересні 1917 року стався розпуск міського ревкому по захисту революції.
В 1917 році 60 % населення Костянтинівки не вміли читати і писати.
Життя «першопрохідця» будівництва індустріальної Костянтинівки Луї Де Бера перервалося у 1917 році. Під час катувань більшовицькою міліцією йому було вирвано очі, разом з ним вбито його дружину.
Звірячий розстріл царської сім'ї Романових хунтою під керівництвом Леніна, що захопила владу в Москві, зруйнував останні сподівання на відродження імперської влади Москви в Костянтинівці, але й також став підставою для початку тривалої окупації міста у складі новоствореного червоними катами СРСР. Місто очікували темні часи Червоного терору.

## Часи УНР та Національно-визвольних змагань
18 — 20 квітня 1918 року Армія Української Народної Республіки і донецька група полковника Сікевича, спільно з військом середньо-європейських країн (Австро-Угорщина, Болгарія, Туреччина, Німеччина), вигнали хунту московської Червоної армії і встановили в селищі владу Української Народної Республіки.
У квітні ж у місті вперше з'явилася українська державна символіка — прапор, герб, печатка з тризубом, українські гривні. Комендантом селища став осаул Значковий.
У листопаді 1918 Костянтинівка була взята Червоною Армією, проте в грудні вона перейшла до красновців (підрозділу Білої армії). Бої на лінії Костянтинівка-Дружківка тривали до 15 квітня 1919 року. Костянтинівка протягом трьох місяців 29 разів переходила від «червоних» до «білих» і назад.
У грудні 1918 року червоні загони Краматорської та Дружківки спільно з місцевими більшовиками (останніх було близько 40 чоловік) взяли з боєм станцію Костянтинівку.
Вночі 30 грудня 1918 року групою червоних підпільників що складалася з робітників пляшкового заводу, на станції Кіндратівка був вбитий командир гарнізону Державної варти, полковник Зеленський. Після злочину частина групи вбивць переховувалася на території заводу, частина по домівках.
Наступного дня, 31 грудня 1918 року за старим стилем красновці прибули на бронепотягу з боку Дружківки, ввійшли на територію Костянтинівського пляшкового заводу і запропонували видати групу яка брала участь у вбивстві командира гарнізону Державної варти. Робітники видали групу з 16 комуністів, яких і розстріляли білогвардійці. За словами свідків, білогвардійці попереджали: Коли ми вистрілимо, то ви падайте. З числа розстріляних троє робітників залишилися в живих. Вони лежали не рухаючись в купі убитих до тих пір, поки не пішли білогвардійці.
В першій половині січня 1919 року під командуванням полковника Івана Громико в місті діяв бронепотяг «Генерал Корнілов». Бронепотяг вів діяльність в чотирьох напрямках по залізничній лінії від станції Микитівка і брав участь в багаторазових боях за Костянтинівку.
18 січня 1919 року після бою 9 рота другого офіцерського полку генерала Маркова відступає з Костянтинівки до станції Микитівка. Вперше Костянтинівку захопив червоноармійський 12 полк під командуванням Сабліна Ю. В.
29 січня 1919 року під командуванням полковника Іоніна зі станції Микитівка вийшов до бою в Костянтинівку бронепотяг «Офіцер». Він допоміг піхоті Збройних сил Півдня Росії витіснити з Костянтинівки передові частини червоних.
5 лютого 1919 року бронепоїзд «Генерал Алексєєв» брав участь в бою біля станції Костянтинівка спільно з частинами Дроздовського полку і зблизився з радянським бронепоїздом на відстань менше 1 кілометра, на заокругленні дороги. Після кількох пострілів снаряд влучив в бронепаровоз противника, і радянський бронепоїзд почав відступати.

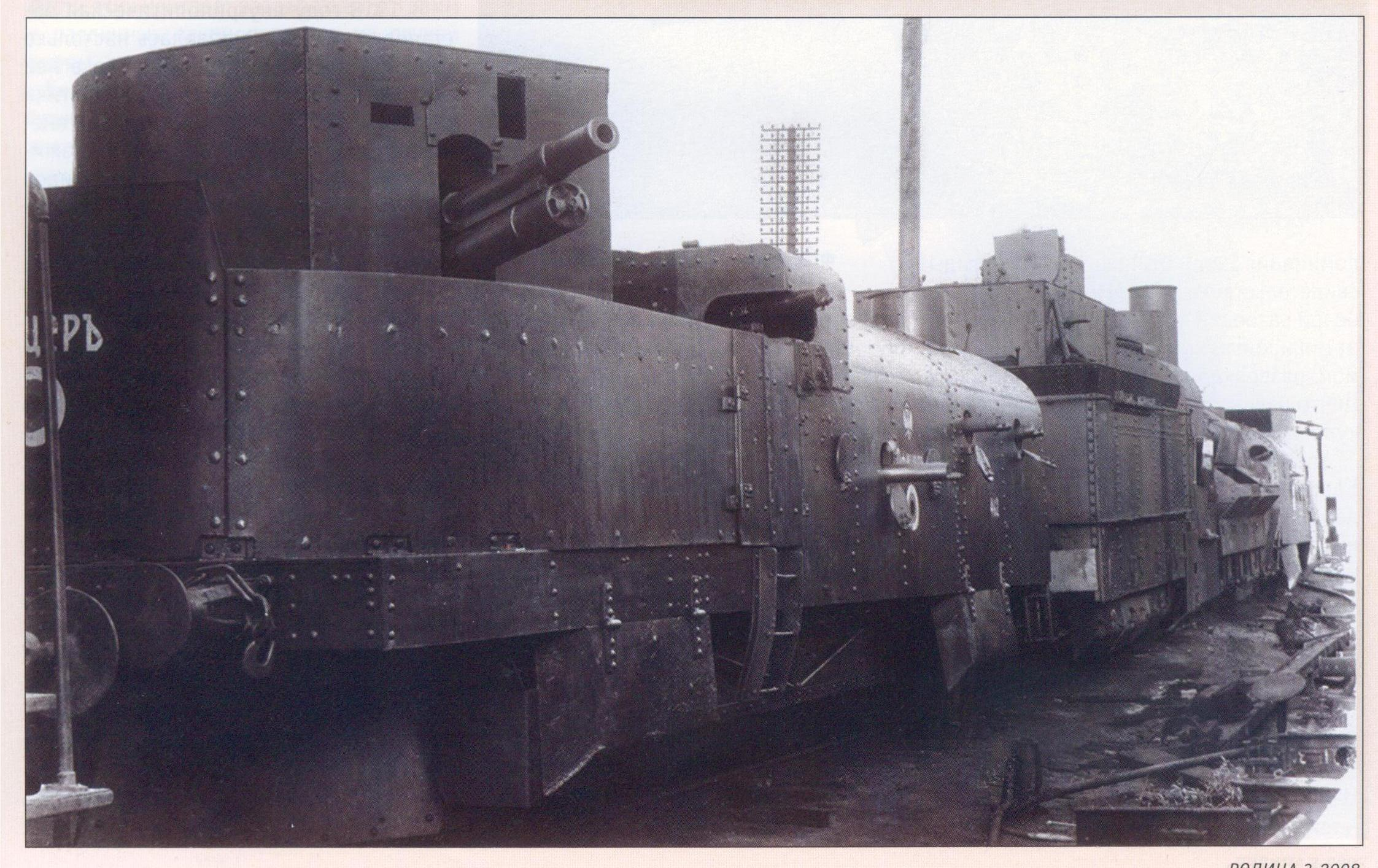
Бронепоїзд «Офіцер»

8 лютого 1919 року бронепоїзд «Офіцер» відтіснив червоний бронепоїзд, що наступав зі сторони Костянтинівки до станції Диліївка. Потім, за підтримки піхоти він зайняв роз'їзд Олександрівський. Під вогнем бронепоїзда «Офіцер» густі ланцюги червоних були примушені до відходу. Бронепоїзд рушив далі, підійшов до станції Костянтинівка і відкрив по ній артилерійський вогонь. Тим часом червоні встигли зібратися в захищеній балці і стали наступати до залізничного полотна в тил бронепоїзда. Так як піхота білих не змогла просунутися, то бронепоїзд «Офіцер» був змушений відійти, відстрілюючись від червоних на всі боки, і повернувся на станцію Диліївка.
19 лютого 1919 року в результаті тривалого бою, червоноармійці витіснили противника, проте в кінці травня були витіснені Білою армією, і до грудня 1919 року селище перебувало під владою білогвардійців.
Навесні 1919 року червоними партизанами був страчений бельгієць, керівник Костянтинівського хімічного заводу. В районі залізопрокатного заводу він попросив людей на проїжджачому паровозі-кукушці підвезти його до станції. Партизани його взяли, але повезли до роз'їзду Кіндратівка, де знаходився партизанський штаб червоних. В штабі було вирішено стратити керівника заводу, розстріл був виконаний червоними катами Василенко, Якусевичем, Петровим (Дакетовим). Коли виявилося що після пострілів жертва ще подавала ознаки життя, кати добили її каменем по голові.
19 червня 1919 року червоні війська залишили місто.

## Радянський період
Згідно довідки Костянтинівського міського відділу МГБ за 1950 рік місто Костянтинівка і район традиційно ще з 1920-х років вважалися різко антирадянськими. Свого часу частина населення регіону підтримувала Симона Петлюру й добровільно пішла на службу до військ Української Народної Республіки. В Костянтинівському районі діяли представники різних українських партій, організацій, Товариство «Просвіта» тощо. Саме це згодом багато в чому визначило політичне ставлення влади до мешканців міста й району.
Наприкінці грудня 1919 року війська Південного фронту витіснили Збройні сили Півдня Росії з селища.
У січні 1920 року створюється Костянтиново-Дружківський район. Першим головою виконкому став Р. О. Бондаренко.
У 1920 в Костянтинівці почав роботу перший на Донеччині театр.
У листопаді 1920 р. за указом РНК УСРР націоналізовані заводи.
7 березня 1923 року у складі Бахмутського округу був створений Костянтинівський район з центром в селі Костянтинівка.
У 1925 році побудований шкіряний завод (зараз Костянтинівський екстрактно-шкіряний комбінат).
З середини 1920-х до початку 30-х років в селищі Олексієво-Дружківка та місті Костянтинівка були організовані дві парафії Української Автокефальної Православної церкви. Після їх ліквідації священників та клір було репресовано. Те, що священики вели проповіді українською мовою, а учасники хору співали українських пісень, було їм інкріміновано, як прояви «українського буржуазного націоналізму».
28 лютого 1926 року Костянтинівка була віднесена до розряду селищ міського типу. Населення становило 25 000 чоловік.
У роки прискореної індустріалізації побудовані цинковий завод («Укрцинк»), завод вогнетривких виробів, хлібозавод, реконструйований завод «Автоскло» (колишній дзеркальний).
19 вересня 1930 року заснована костянтинівська міськрайонна газета Прапор індустріалізації.
В грудні 1930 року почав свою роботу 1-й Державний театр російської драми Донбасу.
У 1930 році в місті було 16 шкіл з 7000 учнів, а вже в 1939 році у 25 школах навчалося понад 14000 дітей. З 1931 по 1940 рік було побудовано 8 нових шкіл. В них працювало 524 вчителя.
В 1931 році від центру до вокзалу прокладена трамвайна лінія, а в 1940 році її довжина досягла 10 км.
4 квітня 1932 року постановою ВУЦВК за підписом голови ВЦВК Г. Петровського та секретаря Ю. Войцехівського смт Костянтинівка отримала статус міста обласного підпорядкування.
В липні 1932 року за ініціативою ТСОАВІАХІМ була створена льотно-планерська школа імені Сигізмунда Леваневського, яка згодом була реорганізована в аероклуб. Аеролуб розташовувався на ділянці що оточується сучасними вулицями Леваневського, Невського, Європейська, а злітно-посадкова смуга була прокладена паралельно поруч з вулицею Леваневського. На кошти промислових підприємств міста було придбано десять навчальних літаків У-2 і п'ять планерів. Стрибки парашютистів здійснювались з висоти 800—1000 метрів. Костянтинівський аероклуб підготував понад 1000 льотчиків.
В середині 1930-х років в Україні лютував геноцид згодом названий Голодомором. В той же час відібране в українців зерно було продано в тому числі щоб профінансувати костянтинівські підприємства на виготовлення червоних зірок для Московського Кремля, саркофагу для Мавзолею В. І. Леніна, марблиту (кольорове скло) станцій Московського метрополітену, кришталевого фонтану для Всесвітньої виставки в Нью-Йорку.
У період осені 1937-зими 1938 рр. органами НКВС було репресовано близько тисячі жителів (за даними В. Нікольського та серії книг «Реабілітовані історією»), з числа переважно робітників і службовців заводів. Серед репресованих є й інженерно-технічний персонал, керівники підприємств. Більшість обвинувачень базувались на доносах. Не самотні випадки, коли на допитах співробітники НКВС використовували катування.
До 1939 року населення міста становило 96 тис. осіб, з яких 68 % складали фабрично-заводські робітники. Було реконструйовано міське господарство. Працювали виробничо-технічне, педагогічне, медичне училища, склокерамічний технікум. У 1936 році відкрито російський драматичний театр імені А. С. Пушкіна.
З лютого 1934 року дзеркальний завод став називатися «Автоскло».
За 10 років (1928—1937) площа зелених насаджень збільшилася в 14 разів.
До 1940 році неписьменність серед дорослих була майже ліквідована. Відкрилися два робітфаку. Діяли драматичний театр, два палаци культури, 4 клуби, 16 бібліотек.

### Друга світова війна
Друга світова війна була розпочата в 1939 році Німеччиною при підтримці Сталіна і дійшла до кордонів Костянтинівки в середині жовтня 1941 року. В районі Костянтинівки за місто розгорнулися бойові дії Радянської армії і Вермахту.
28 жовтня 1941 року 393-я стрілецька дивізія Радянської Армії збіжала з міста і воно було взято солдатами Вермахту.
Колективізація, Голодомор, політичні репресії зробили життя українського народу нестерпним. Тому переважна більшість населення сприймала входження німецьких військ не як окупацію, а як зміну влади й очікування поліпшення свого становища.
Вже через місяць після завоювання міста окремі підприємства почали виконувати замовлення Вермахту, що було головною економічною метою чинної влади. Згодом частина підприємств почала випускати продукцію і для місцевого населення.
З початку окупації Костянтинівського району німецькими військами, місцева влада була повністю взята до своїх рук місцевими українськими патріотами. Про це свідчить той факт, що старостат і поліційний загін у Олексієво-Дружківці був упорядкований німцями тільки через рік після окупації.
Колишній сотник УНР Микола Іванович Митрофанов з дозволу німецького командування організував «Український курінь», або, як його офіційно називали в документах, — «Українську зразкову сотню».
Також українські патріоти почали друкувати часопис «Костянтинівські вісті». Головним редактором газети був місцевий вчитель української мови Анатолій (Прокофій) Прокофієвич Цимбал, завідуючий літературним сектором — член літоб'єднання «Забой» Василь Андрійович Гайоворонський.
16 січня 1942 року було відновлено шкільне навчання. У Костянтинівці та районі відкрилися 27 початкових шкіл та 12 неповних середніх.
У Костянтинівці, до якої належала Олексієво-Дружківка, заступником бургомістра й керівником відділу освіти став вчитель медичного училища Андрій Трофимович Кирпенко, який ще 1920 року був заарештований ЧК як учасник підпільного петлюрівського повстанського комітету Переяславщини. Його старшого брата тоді розстріляли, а самого Андрія випустили за недоведенністю звинувачень і неповнолітній вік.
Згідно свідченням бургомістра Костянтинівки Вокаря Федора Макаровича, в березні або квітні 1942 року до нього за рекомендацією перекладача міської управи Стріл звернувся член Організації українських націоналістів Євген Стахів, який за сприянням бургомістра познайомився з усіма активістами українського руху.
Оскільки українське життя в Костянтинівці частково було відновлене, Євген Стахів лише констатував цей факт, домовивши, що в місті відновлено Товариство «Просвіта», під дахом якого легально діятиме ОУН.
Навесні 1942 року на засіданні міської управи було створено правління «Просвіти», куди увійшли керівні співробітники управи: Кирпенко Андрій Трофимович — голова, вчитель української мови медучилища;
Петрушенко Єфим Кузьмич — завідувач правовим відділом управи;
Вокарь Федір Макарович — бургомістр міста Костянтинівка
Олексюк Прокіп Макарович — завідуючий відділом промисловості міської управи;
Цимбал Прокіп Прокопович — редактор «Костянтинівських вістей»;
Штанько Анатолій Федосієвич — директор шкіряного заводу;
Решетніков Іван Тимофійович — директор костянтинівського українського театру;
Пащенко Володимир Купріянович — секретар товариства «Просвіти»;
Плахотка Олена Дем'янівна — вчителька, секретарка «Просвіти».
У міському банку було відкрито рахунок Товариства, в друкарні «Костянтинівських вістей» за сприяння Цимбала надрукували членські квитки Товариства «Просвіта».
Варто зазначити, що з дев'яти членів правління «Просвіти» було заарештовано й засуджено сім осіб.
До «Просвіти» вступили директори багатьох шкіл: Крячко Дмитро Зосимович (Олексієво-Дружківка), Зейфріт Ніна Михайлівна (с. Миколайпілля Костянтинівського району), Чайка Олександр Іванович (Олексієво-Дружківка), Радьковський Василь Павлович (с. Миколаївка Костянтинівського району), Федорко Микола (директор головної гімназії міста Костянтинівка), Федоров Петро (школа № 17 міста) та інші.
Разом з тим члени ОУН Федір Вокарь, Андрій Кирпенко, Іван Решетніков спрямовували свою роботу на подальшу українізацію всього життя міста і району.
Так, у червні 1942 року було прийнято постанову, згідно якої жовто-блакитний прапор з тризубом оголошувався прапором міста Костянтинівки.
1 червня 1942 року іншим наказом Управи Костянтинівської округи було введено українську мову, як обов'язкову в усіх установах, поліції та суді. Урядовці, які не знали української мови, мусили обов'язково відвідувати курси в гуртках українізації (2 години на тиждень).
За рік — з осені 1941 до листопада 1942 року було організовано 49 українських шкіл.
Розмах українського руху в Костянтинівці був таким потужним, що навіть сусідній Добропільський район видав наказ від 6 листопада 1942 року про запровадження української мови, як єдиної в усіх сферах життя на підпорядкованій району території.
З Ясинуватої до Костянтинівки кур'єри ОУН постійно переправляли свою агітаційну літературу, яка йшла на села району, Дружківку, Олексієво-Дружківку, установи, заводи.
Особливої уваги заслуговує зразок етнічної солідарності між українськими патріотами та євреями. В суворі часи Голокосту, відома в Костянтинівці людина, єврей, Григорій Шаргородський, 1913 року народження, член «Просвіти» в окупацію був заступником директора українського театру в Костянтинівці. Його записали поляком, хоча місцеві знали, хто він, але мовчали. У місцевій газеті він навіть отримав подяку від німецького коменданта.
Побачивши такі процеси на окупованих ними територіях, німці почали діяти точнісінько як і більшовицька влада 1930-х років на теренах України. Не сподіваючись на такий масовий розмах українського руху, німці розпочали масові репресії проти його керівників та членів. Перший і самий найжорсткіший удар був націлений на актив місцевої ОУН.
Навесні 1942 року було заарештовано оунівського кур'єра Коломійця, якого згодом розстріляло Гестапо. Влітку того ж року німецька комендатура розформувала «Українську сотню», а замість неї було утворено поліцію.
13 жовтня 1942 року газета «Костянтинівські вісті» була перейменована на «Відбудову», тризуб, який з перших номерів друкувався поруч з назвою часопису, зник…
1 грудня 1942 року німецька військова комендатура усунула Директорат, а підприємства підпорядкувала безпосередньо собі. Також цього дня в Костянтинівці почала працювати Центральна торгова база, завданням якої було постачати промислові товари для населення.
В 1942 році на території Костянтинівки функціонував пересильний табір військовополонених «Дулаг 172».
Навесні 1943 року голова «Просвіти» Андрій Кирпенко зник з міста, попереджений своїм учнем, який працював у поліції, про можливість арешту.
В ході Донбаської операції місто було взяте формуванням Південно-Західного фронту збройних сил СРСР :
- 3-ї гвардійської армії в складі: 32-го ск (генерал-майор Жеребін, Дмитро Сергійович) у складі: 266-ї сд (генерал-майор Ребриков, Корній Григорович), 259-ї сд (полковник Власенко, Олексій Митрофанович); 135-ї танкової бригади (підполковник Безнощенко Михайло Захарович) 23-го тк (генерал-лейтенант  Пушкін Юхим Григорович).
- 17-ї повітряної армії у складі: частини військ 5-ї гв. штурмової авіадивізії (полковник Коломійцев Леонід Вікторович), 288-ї винищувальної авіадивізії (підполковник Смірнов, Борис Олександрович)[57].

В ніч на 6 вересня 1943 року 135 танкова бригада 23-го танкового корпусу під командуванням підполковника Безнощенко Михайла Захаровича взяла під контроль СРСР Костянтинівку. Згодом ця дата відзначається як день міста Костянтинівки.
З'єднанню що, відзначилося в боях за взяття міста Костянтинівка, присвоєно найменування «Костянтинівських»:
- 135-я танкова бригада (підполковник Безнощенко Михайло Захарович)
- 179-й винищувальний протитанковий полк (майор Савченко Яків Степанович).

За 22 місяці війська Третього рейху знищили 15 382 людини — в розташованому на території Хімічного заводу концтаборі закатували понад 10 000 мирних громадян і військовополонених, за відмову з ними співпрацювати розстріляли 305 кадрових робітників, 1000 мирних мешканців (переважно євреїв) стратили в Сергіївскій балці на північно-західній околиці міста, 1434 людини насильно вивезли на роботи в Німеччину. На військових фронтах воювали понад 20 000 костянтинівців, понад 10 000 удостоєні урядових нагород, 21 — звання Героя Радянського Союзу. У міському військкоматі зберігається книга втрат в роки війни. У ній значаться 8124 солдата, сержанта, старшини, матроса і офіцера. При відступі німецькі війська завдали місту значних збитків: підірвали частину заводів, знищили 60 % державного житлового фонду.
З приходом Радянської влади, НКВД розпочало свої репресії проти відомих у Костянтинівці українських патріотів.
Було заарештовано абсолютну більшість керівників ОУН (Вокаря, Могилу, Олексюка), директора українського театру Решетнікова, керівників шкіл та вчителів (Олексієво-Дружківці, Чайку, Кулініча).
Останнім заарештованим виявився Андрій Кирпенко — керівник Костянтинівської «Просвіти». НКВД знайшов його 19 січня 1951 року в м. Здолбунові Рівненської області, де останній працював завучем. 18 травня того ж року його було засуджено на 25 років виправних таборів.
Слід зазначити, що навіть сьогодні багато засуджених за членство в ОУН та «Просвіті» не реабілітовано. Причина — сумнозвісна стаття сталінського кримінального кодексу 54, п.3 (посібник). Вона діє безвідмовно й до сьогодні.
У 1945 році робітники заводу «Автоскло» виконали екстрене замовлення для фронту — виготовили 200 потужних відбивачів для прожекторів. Костянтинівські прожектори були використані при штурмі Зеєловських висот у ході бойової операції за взяття Берліну.

### Повоєнні роки
За роки після Другої світової війни в Костянтинівці було побудовано більше 20 промислових об'єктів. До 1949 році підприємства міста були повністю відновлені.
У 1952 році було відкрито Вечірній хімічний технікум.
У 1959—1961 роках в НДІ «Автоскло» з відходів металургійного виробництва (доменних шлаків) з додаванням звичайного піску був отриманий новий будматеріал — ситал, що володіє легкістю, міцністю і довговічністю.
В 1962 році на базі заводу «Автоскло» створений науково-дослідний інститут.
У 1967 році відкрито міський історико-краєзнавчий музей.
З 1968 року Костянтинівка розвивається за єдиним генеральним планом.
У 1970 році встановлено «Пам'ятник гвардійцям п'ятирічки», на честь 40-річчя заводу «Укрцинк».
Щорічні асигнування держави на житлове будівництво за період з 1959 по 1975 рік зросли у 18 разів і склали 3 965 000 рублів.
У 1975 році на честь 30-річчя перемоги радянського народу у Великій Вітчизняній війні, споруджено Обеліск Перемоги.

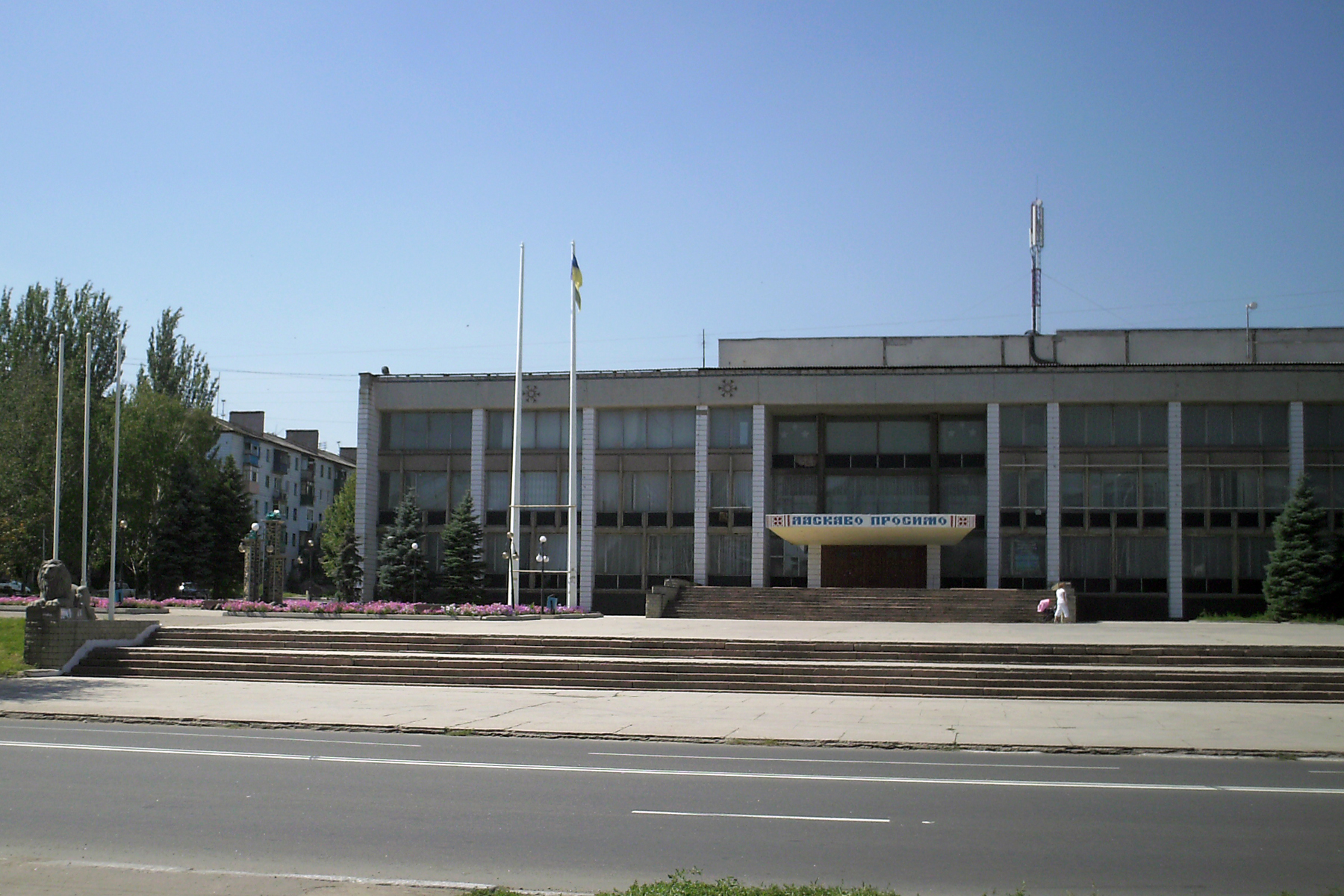
Палац культури «Жовтень», відкритий у 1976

1977 року до костянтинівського слідчого ізолятора було заточено та проводився допит Олексія Тихого — відомого українського дисидента, правозахисника, педагога, мовознавця, члена-засновника Української гельсінської групи. Вироком Дружківського суду він був позбавлений волі на 10 років і загинув в ув'язненні. Постановою Пленуму Верховного суду УРСР від 7 грудня 1990 вироки щодо Тихого скасовано і справу закрито «за відсутністю складу злочину». 2016 року його іменем названо одну з центральних вулиць міста.
У 1981—1983 роки будуються середня школа № 1, гуртожиток для учнів медучилища, хірургічний корпус на 240 ліжок. Завод скловиробів випускав в рік 170 мільйонів пляшок для шампанських вин — 90 % усього виробництва в цій галузі в СРСР.
7 вересня 1983 року в сквері імені Тараса Шевченка біля підніжжя танка встановлена меморіальна плита, в яку замурована капсула з посланням ветеранів війни та жителів міста до нащадків 2045 року.
1990 року існування СРСР наближалося до свого краху. Більшість великих костянтинівських підприємств були збитковими — вони дофінансовувались з бюджету щоб уникнути скорочення робочих місць. Очевидно що така модель існування була нежиттєздатна та недовготривала.
6 грудня 1990 року вийшов перший номер першої в області приватної газети «Провінція».

## В незалежній Україні

### 1991—2014 роки
На виборах Президента України 1999 року в місті голосували за Кучму (48,73 %), Симоненка (48,43 %).
29 лютого 2000 — сесія Донецької обласної Ради ухвалила рішення про організацію в Костянтинівському районі регіонального ландшафтного парку «Клебан-Бик». 2,1 тис. га, 550 га дзеркало водосховища, 200 видів птахів, що гніздяться і 600 видів рослин.
15 грудня 2000 — рішенням виконкому міської ради затверджений сучасний герб Костянтинівки, розроблений герольдмейстером Миколою Стародубцевим.
У 2002 році закрито школу № 10. Будівлю було продано з аукціону за 12398,4 гривень і згодом зруйновано.
На президентських виборах 2004 року місто голосувало за Януковича (93,75 %) і Ющенка (4,26 %).
У травні 2007 року попередня експертиза підтвердила результати вимірів радіоактивної плями на кордоні Костянтинівки. Рівень радіації становить близько 700 тисяч мікрорентген на годину (0,7 рентген на годину при нормі 0,000025 рентген), а територія забруднена цезієм-137.
16 січня 2008 наказом головного управління охорони здоров'я Донецької обласної держадміністрації закрите стаціонарне відділення костянтинівської психіатричної лікарні.
22 травня 2009 року за вимагання хабаря в особливо великих розмірах затриманий міський голова Ю. Роженко Засуджений до 5 років позбавлення волі з відстрочкою на 3 роки.
На президентських виборах 2010 року місто голосувало за Януковича (90,02 %); Тимошенко отримала 7,07 %.
На виборах міського голови 31 жовтня 2010 року переміг Сергій Давидов (12758 голосів — 59,9 %) — підприємець, власник і співвласник кількох українських та однієї зарубіжної компаній.
7 травня 2011 року в місті відкрилася Костянтинівська мечеть.
28 жовтня 2012 року мешканці міста взяли участь у парламентських виборах. 60,12 % (51322 осіб) проголосували за Партію регіонів, 24,24 % (20691 осіб) за Комуністичну партію, 5,36 % (4578 осіб) за ВО «Батьківщина».
13 серпня 2013 року наказом директора холдингу «Золотий врожай» Ігоря Налбантова зупинений і закритий Костянтинівський хлібозавод № 2, який виготовляв солодкі сорти хліба і кондитерські вироби.
У квітні 2014 року рішенням міської ради закрито «Зеленбуд». Функції фірми передані іншому комунальному підрозділу виконкому — «Службу єдиного замовника».

### 2014—2021 роки
16 квітня 2014 року Костянтинівська міська рада на чолі з секретарем Ю. Р. Розумним ухвалила рішення підтримати проведення псевдореферендуму на території Донецької області про майбутнє Донецької Народної Республіки.

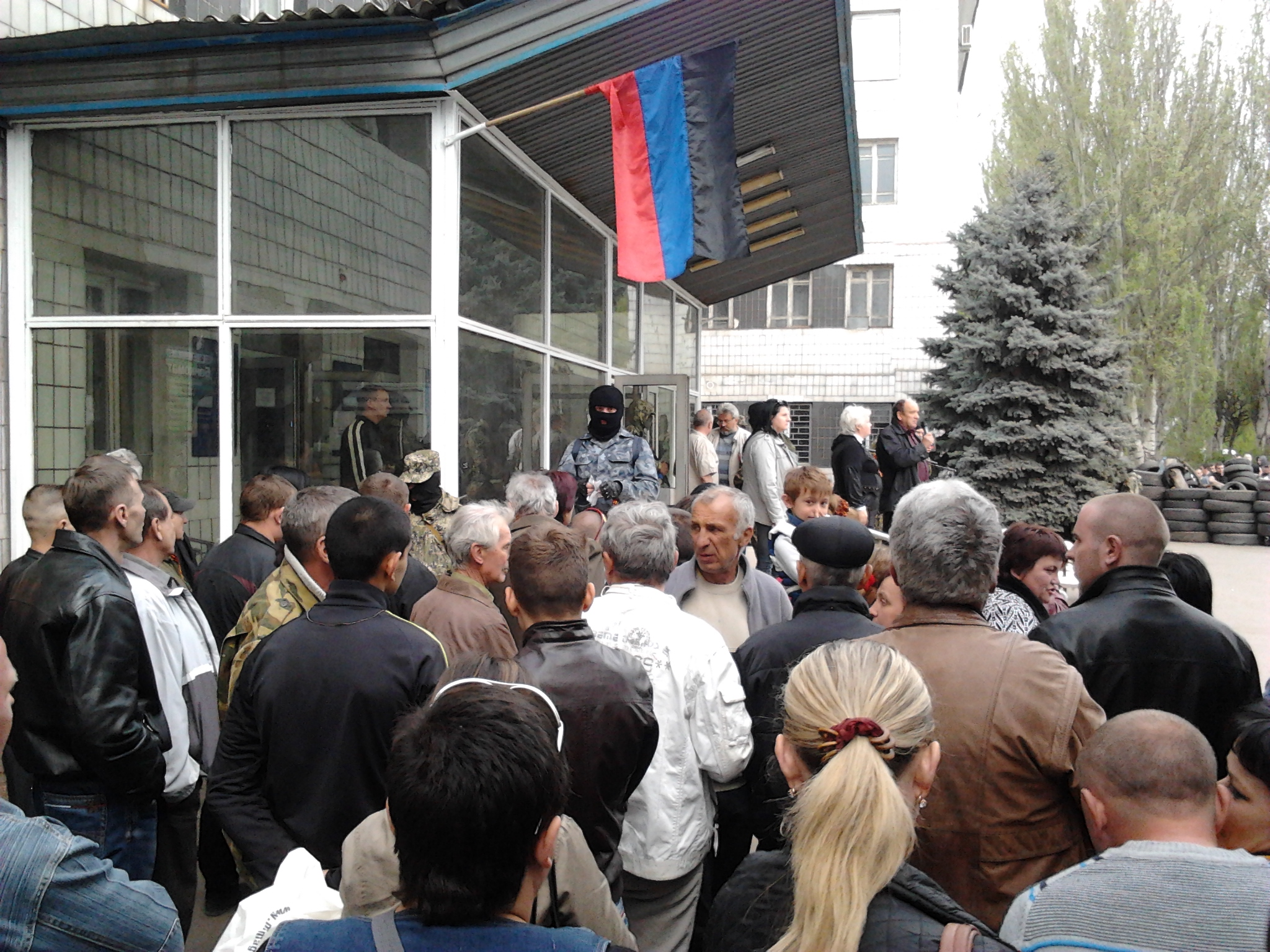
Будівля костянтинівської міської ради, захоплена російськими найманцями 28 квітня 2014 року.

28 квітня 2014 року міська рада та відділ міліції були захоплені збройним формуванням Російської Федерації «Слов'янський батальйон». Частина загарбників приїхала на автомобілі з прапором Росії.
У ніч на 4 травня українські військові розпочали проведення антитерористичної операції на території міста. На території Костянтинівки висадився десант з 2-х вертольотів. Відбувся бій біля телевежі, де протилежні сторони боролися за контроль над телевізійним висвітленням подій. В цьому бою російські найманці застосували проти українських солдатів важке озброєння. Близько 20:30 зникли всі українські телевізійні канали. В результаті бою обладнання телевежі було повністю виведено з ладу.
8 травня під тиском збройних російських найманців на 2 дні була закрита редакція газети «Провінція», яка видавалася з 1990 року. Приводом для закриття стала розбіжність у поглядах і перевидання раніше конфіскованого російськими найманцями тиражу газети. 10 травня робота редакції відновлено під керівництвом заступника редактора лояльного до терористичного угруповання, колишньому керівництву рекомендовано покинути місто.
25 травня жителі міста не змогли взяти участь у президентських виборах. Як і в ряді інших міст Донецької області, у Костянтинівці російські найманці, погрожуючи членам виборчих комісій, не дозволили організувати виборчий процес.

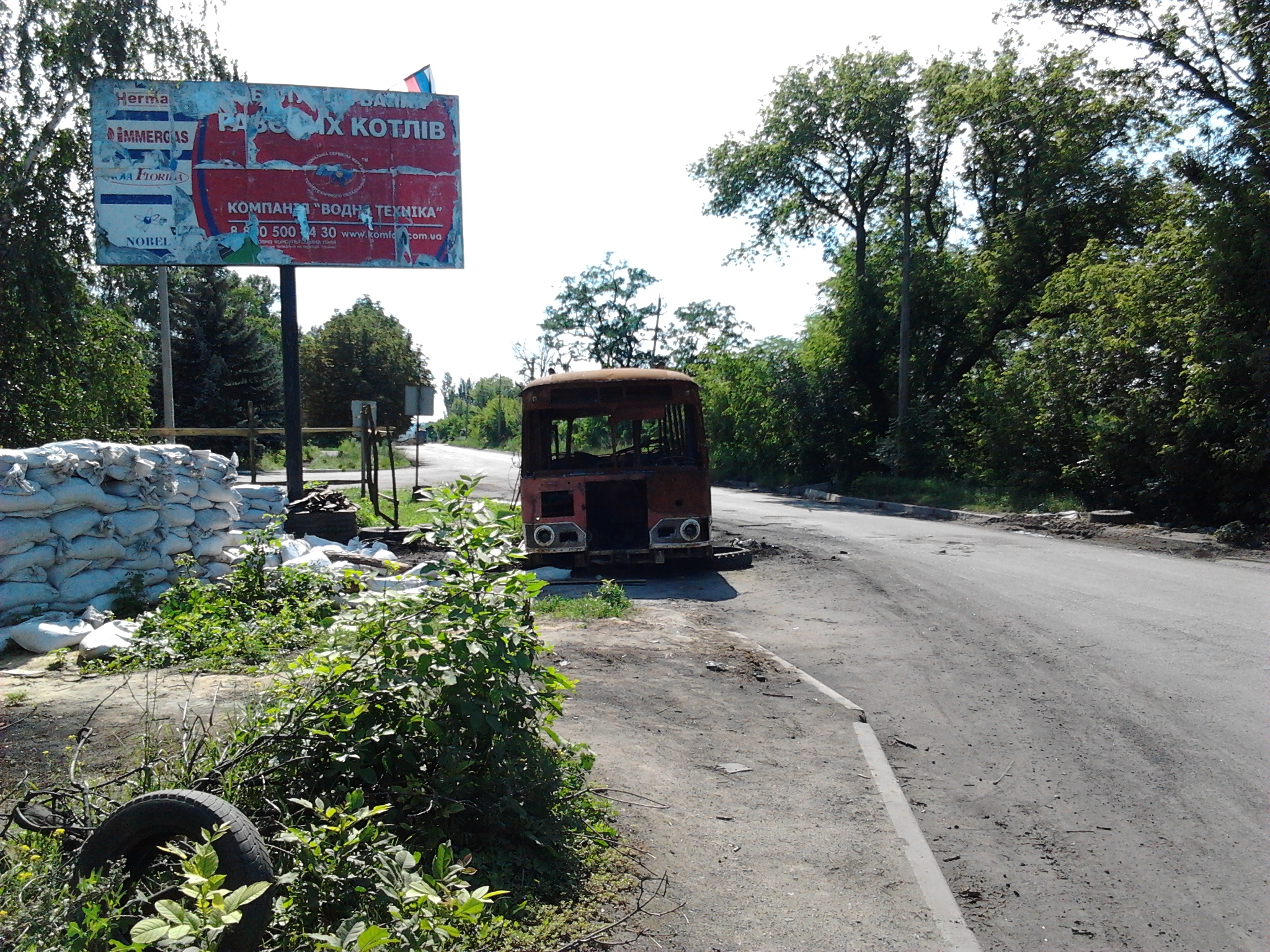
Пасажирський автобус, спалений біля блокпоста ДНР. Російський прапор на білборді.

5 липня протистояння в Слов'янську сил Української армії і російських найманців завершилося відступом останніх з Костянтинівки. Українські солдати повернули місто під контроль України, а над будівлею міської адміністрації був піднятий український прапор. Відступаючи з міста російські найманці відібрали шкільний автобус, що належав одному з навчальних закладів міста.

6 липня над міськуправлінням міліції Костянтинівки піднятий прапор України. За наказом Міністра внутрішніх справ Арсена Авакова, правопорядок на вулицях Костянтинівки забезпечується спільними силами місцевих підрозділів МВС та зведеного загону міліції спеціального призначення. 
|  | Личный состав городского управления милиции приступил к выполнению своих служебных обязанностей согласно Присяге народу Украины. Тем временем в горуправлении будет работать следственно-оперативная бригада, члены которой будут изучать деятельность каждого сотрудника милиции во время оккупации города террористами. |

В ході бойових дій, які відбувалися на території Костянтинівського району протягом двох липневих тижнів, загинули четверо українських військовослужбовців. Ще семеро отримали поранення різного ступеня тяжкості.
У період з 10 по 17 вересня невідомими був повалений пам'ятник Леніну, який перебував у парку Металург (див. Ленінопад).
У вересні 2014 року почався масовий приплив людей в Костянтинівку з захоплених терористами населених пунктів. Люди приїздять з метою купити більш дешеві продукти першої необхідності, а також оформити в установах міста пенсії і соціальні виплати. У той же час державними органами спрощено механізм отримання допомог і соцвиплат для переселенців на новому місці проживання. У місті почав функціонувати центр, що надає житло біженцям.
30 жовтня 2014 року розпорядженням Президента України Петра Порошенка, на виконання Закону України «Про очищення влади», звільнений голова Костянтинівської районної державної адміністрації Сергій Чертков (див. Люстрація в Україні). Новим головою призначено В. О. Маринич.
У 2014 році Державний архів Донецької області без документів було переміщено в Костянтинівку, а його фонди залишилися у новоствореному «Держархіві ДНР».
3 липня 2015 року на виконання закону України «Про засудження комуністичного та націонал-соціалістичного (нацистського) тоталітарних режимів в Україні і заборону пропаганди їх символіки» (закон № 317-VIII) рішенням Костянтинівської міської ради № 6/58-1035 від 25.06.2015 р. демонтовано пам'ятник Леніну на Торецької вулиці.
13 жовтня 2017 року в місті встановлено перший пам'ятник Тарасові Шевченку. Погруддя відкрито біля входу до міського управління освіти, споруджено на гроші міської громади. В той же день в місті відкрито пам'ятник героям-захисникам Незалежності України. На відкритті були присутні міністр молоді та спорту України, Ігор Жданов і голова Донецької ОДА, Павло Жебрівський.
В першому турі виборів Президента України 2019 року 40.66 % виборців проголосували за Юрія Бойка, 21,4 % за Володимира Зеленського, 13.19 % за Петра Порошенка. В другому турі виборів 88,88 % містян віддали перевагу Володимиру Зеленському.
На виборах міського голови 25 жовтня 2020 року перемогу здобув Азаров Олег Анатолійович, кандидат від ОПЗЖ. Його підтримали 6804 містян (41,46 % виборців). За даними з офіційного сайту Костянтинівської міської ради він має дві вищі правові освіти, одну з відзнакою. В процесі підготування до пресконференції із ЗМІ, з'ясувалося що він не зміг пригадати текст першої статті Конституції України.
23 серпня 2008[уточнити] в 30 річницю Дня Державного Прапору України міський голова Азаров доручив урочисте підняття прапору над містом не місцевим активістам, які вперше підіймали його над міською адміністрацією в 1990 році (Ігор Резенко та Юрій Шурубов), а підсобному робочому, який в часи окупації міста російськими терористами був їх колаборантом.[джерело?]
Важливе значення в новітній історії міста має 90-й окремий аеромобільний батальйон імені Героя України старшого лейтенанта Івана Зубкова. Батальйон, що брав участь в боях за Донецький аеропорт та стояв на обороні пунктів Піски, Зайцеве, Опитне, Водяне, Славне дислокується в Костянтинівці і є головним щитом міста від нових російських терористичних загроз.

### З 2022 року
14 квітня 2022 року внаслідок військового вторгнення Російської федерації в Україну та недієздатності місцевого керівництва Президентом Зеленським було створено міську військову адміністрацію. Керівником Костянтинівської міської військової адміністрації призначено Олексія Рослова.

На початку десятої години вечора, 1 березня 2022 року, місто Костянтинівка вперше з 2-ї світової війни зазнало бомбування важкою зброєю. Є поранені, за попередніми даними — один загиблий. Понесли руйнування приблизно 10 приватних будинків в мікрорайоні Миколаєвський — з вулиці Садова до Літейної (Ліварна) — від проспекту Ломоносова до вул. Новоселівської. Також снаряд влучив у двір святині місцевих мусульман — мечеті, порозбивав вікна, залишив воронку (вирву) від розриву, легко поранив сторожа. Частка снаряду зранку ще була у дворі мечеті. Ще снаряд влучив у військкомат (дірка в даху), що через дорогу — проспект Ломоносова. Троє поранених службовців було доставлено до лікарні. Одна з них — молода жінка померла. Також один з поранених — працівник МНС (коли тушив пожежу). Заява з приводу руйнування мечеті Рустема Рефатовича Сейдаметова, мешканця Костянтинівки, кримського татарина: 
|  | Выражаю поддержку нашему имаму Камрадбею — наш дух никому не удастся сломить! А этим сволочам мы этого никогда не простим! Твари — вы в Сирии химическим оружием жгли детей в мечетях и продолжаете это делать у нас. Вам, фашистам, нет прощения. Вас надо рвать на части — иначе не понимаете! У меня разрывается сердце — Киев, Харьков, Херсон, Мариуполь — теперь мы. Как те, которые поддерживают этих фашистов ходят меж нами!? Гореть вам в аду вместе с этим зверьем! |

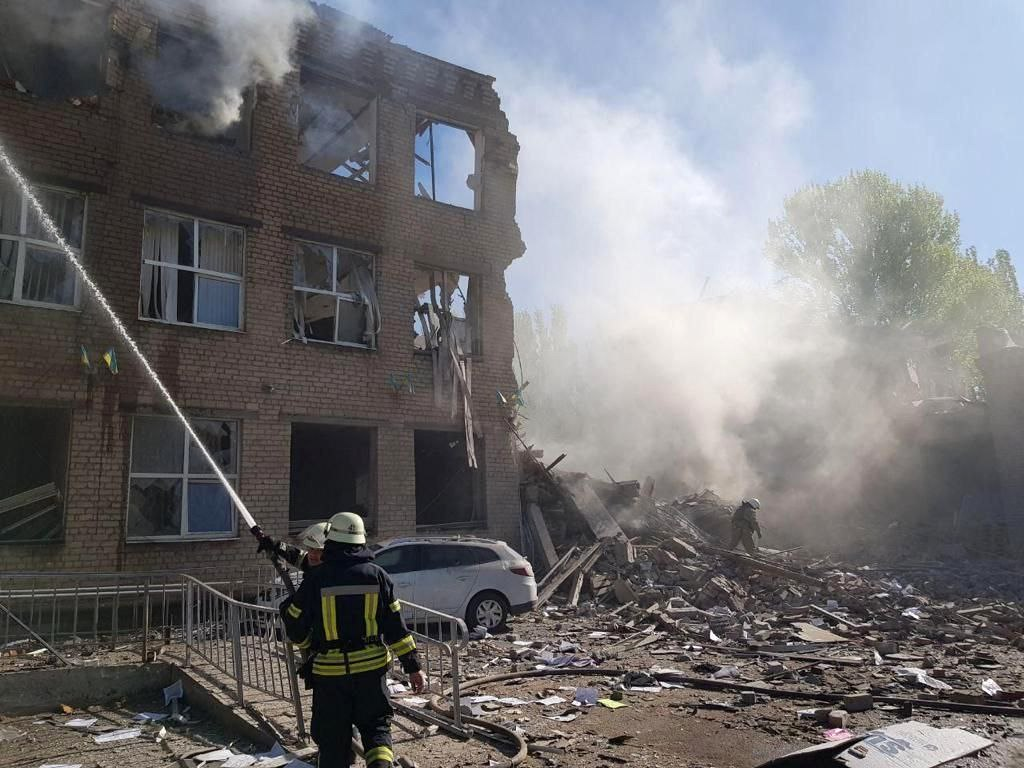
Костянтинівський професійний будівельний ліцей після російського обстрілу 7 травня 2022

7 травня 2022 року внаслідок ранкового ракетного удару військ Російської федерації по інфраструктурі міста було зруйновано центральний корпус Костянтинівського професійного будівельного ліцею № 39. Пожежа була ліквідована на площі 50 кв. Унаслідок розбору завалів знайдено 9 постраждалих і двох загиблих. Друга ракета влучила поруч з загальноосвітньою школою № 15, попри пошкоджені вікна будівля вціліла.
9 травня 2022 року внаслідок складної військової обстановки та важкого стану фінансування припинила паперовий друк міська газета «Провінція». Разом з тим видання продовжило публікуватися в інтернеті.
17 травня 2022 року о 13:48 російські фашисти здійснили повторний ракетний удар по будівлі школи № 15. У будівлі зруйновано зовнішню несучу стіну з 1 по 4 поверх з подальшим руйнуванням перекриттів та даху.
18 травня 2022 року з 3 ранку до 6.30 Костянтинівка знову зазнала обстрілів — зруйновано інфраструктуру міста, житлові будинки, комплеудару подитячо-юнацьку спортивну школу
. В 15.30 знову вдарили по 39 будівельному ліцею.
24 червня о 2:05 ночі фашистська Росія завдала ракетного удару по центральній котельній, що знаходиться в центрі міста. Внаслідок вибуху загинула одна людина, зруйнована котельня, пошкоджено палац культури та дозвілля, приватні будинки в центрі міста. З під завалів врятовано співробітницю котельні.
26 червня о 01:57 ночі по центру міста Росією було здійснено три ракетних удари.
13 липня 2022 року росіяни ракетним ударом знищили костянтинівську загальноосвітню школу № 3.
15 липня о 5:00 росіяни завдали ракетного удару поруч з житловим будинком по вулиці Циолковського. Будинок пошкоджено.
16 липня о 5:00 росіяни ракетним ударом знищили водопостачальну станцію Міськводоконалу, внаслідок чого лівобрежна частина міста залишилась без води.
17 липня о 4:00 росіяни вистрілили ракетою по Медичному коледжу. Будівлю навчального закладу пошкоджено.
Під час повномасштабного російського вторгнення, вранці в суботу 28 січня 2023 року російські загарбники обстріляли центр міста ракетами від С-300. Внаслідок обстрілу 3 загиблих, 14 поранених. Були пошкоджені багатоквартирні будинки, готель, гаражі, автомобілі. На той час лінія фронту була відносно віддалена від міста.
Вночі 24 березня 2023 року росіяни з С-300 обстріляли місто, потрапивши до пункту незламності (де постраждалі від війни можуть зігрітися та зарядити мобільні телефони), і вбивши трьох українських жінок, і поранивши ще кілька.